# Hartmut Wolff
Hartmut Wolff (* 6. November 1941 in Oldenburg; † 4. Februar 2012) war ein deutscher Althistoriker.
Wolff studierte Geschichte, Klassische Philologie und Archäologie an den Universitäten Erlangen, Freiburg und Köln. Er wurde 1972 bei Friedrich Vittinghoff in Köln mit einer Arbeit über die Constitutio Antoniniana promoviert. 1977 habilitierte er sich in Köln. Ab 1978 war er dort als Wissenschaftlicher Rat und Professor tätig. 1980 wurde er auf den neu eingerichteten Lehrstuhl für Alte Geschichte an der Universität Passau berufen, den er bis zu seiner Pensionierung im Jahr 2007 innehatte.
Wolff beschäftigte sich vornehmlich mit der Geschichte der römischen Provinzen, der Verwaltungsgeschichte des Römischen Reichs und mit römischen Militärdiplomen. Er war korrespondierendes Mitglied des Deutschen Archäologischen Instituts. 1997 erhielt er den Ritterschlag zum Ritter vom Heiligen Grab zu Jerusalem.

## Schriften (Auswahl)
- Die Constitutio Antoniniana und Papyrus Gissensis 40 I. Phil. Diss. Köln 1976.
- mit Werner Eck (Hrsg.): Heer und Integrationspolitik. Die römischen Militärdiplome als historische Quelle (= Passauer historische Forschungen. Bd. 2). Böhlau, Köln u. a. 1986, ISBN 3-412-06686-9.